# Jemima Greyová, vévodkyně z Kentu
Jemima Greyová, vévodkyně z Kentu (1675 – 2. července 1728) rozená Jemima Crewová, byla první manželka Henryho Greye, 1. vévody z Kentu.

## Život
Jemima byla dcerou Thomase Crewa, 2. barona Crewa, a jeho druhé manželky, Anne Armineové, která byla sama dcerou Sira Williama Airminea, 2. baroneta. Portrét Jemimy a jejích dvou sester, Armine a Elizabeth, jako dětí, vzala Jemima po svatbě do svého nového domova ve Wrest Parku; v roce 2017 byl organizací English Heritage restaurován a vrácen do domu.
V roce 1694 se provdala za budoucího vévodu. Měli nejméně šest dětí:
- Anthony Grey, hrabě z Haroldu († 1723); oženil se s lady Mary Tuftonovou, dcerou Thomase Tuftona, 6. hraběte z Thanetu, a lady Catharine Cavendishové. Neměl děti.
- Lord Henry Grey (cca 1696–1717).
- Lady Amabel Greyová (1698–1726); provdala se za Johna Campbella, 3. hraběte z Breadalbane a Holandska. Měla děti.
- Lady Jemima Greyová (cca 1699–1731); provdala se za Johna Ashburnhama, 1. hraběte z Ashburnhamu, byla jeho třetí manželkou. Měla jednoho syna.
- Lady Anne Greyová († 20. září 1733); provdala se za lorda Charlese Cavendishe. Měla děti, včetně vědce Henryho Cavendishe.
- Lady Mary Greyová (1719–1761); provdala se za Davida Gregoryho, děkana Christ Church. Měla děti.

Jemima se v roce 1702 stala hraběnkou z Kentu a baronkou Lucas z Crudwellu, v roce 1706 markýzou z Kentu, hraběnkou z Haroldu a vikomtesou Goderichovou a v roce 1710 vévodkyní z Kentu. Zahrady ve Wrest Parku, původně navržené vévodou, byly později rozšířeny a předělány vnučkou páru, Jemimou Yorkeovou, 2. markýzou Greyovou.
Vévodkyně byla pohřbena v mauzoleu rodiny Greyů v kostele sv. Jana Křtitele ve Flittonu. Po její smrti se vévoda oženil se Sophií Bentinckovou a měl další děti.